# The Funky Headhunter
The Funky Headhunter – piąty studyjny album amerykańskiego rapera MC Hammera. Został wydany 1 marca 1994 roku.
Kompozycja zadebiutowała na 2. miejscu notowania Hot R&B/Hip-Hop Songs i na 12. notowania Billboard 200. Album zatwierdzono jako platyna.

## Lista utworów
1. "Intro"
2. "Oaktown"
3. "It's All Good"
4. "Somethin' for the O.G's"
5. "Don't Stop"
6. "Pumps and a Bump"
7. "One Mo' Time"
8. "Clap Yo' Hands"
9. "Break 'Em Off Somethin' Proper"
10. "Don't Fight the Feelin'"
11. "Somethin' Bout the Goldie In Me"
12. "Sleepin' on a Master Plan"
13. "It's All That"
14. "Funky Headhunter"
15. "Pumps and a Bump (Reprise: Bump Teddy Bump)"
16. "Help Lord (Won't You Come)"
17. "Do It Like This" (Extended Version)
18. "Heartbreaka (Is What They Call Me)" (Japanese Edition)